# Nicolae Teclu (stacja metra)
Nicolae Teclu – stacja metra w Bukareszcie, na linii M3, w sektorze 3. Stacja została otwarta 20 listopada 2008. Stacja została nazwana na cześć rumuńskiego chemika Nicolae Teclu.